# 格拉德斯通 (新澤西州)
格拉德斯通（英語：Gladstone）是位於美國新澤西州薩默塞特縣的非建制地區。

## 歷史
格拉德斯通的郵局自1886年營運至今。

## 地理
格拉德斯通所處的海拔為高於海平面80米（即262英呎），而該地所採用的時區為UTC-5，即北美东部时区（EST）。同時該地設有夏令時間，為UTC-5調快一小時，即UTC-4（EDT）。